# Ellipteroides maestus
Ellipteroides maestus är en tvåvingeart som först beskrevs av Alexander 1921.  Ellipteroides maestus ingår i släktet Ellipteroides och familjen småharkrankar. Inga underarter finns listade i Catalogue of Life.